# Colin James (Geistlicher)
Colin Clement Walter James (* 20. September 1926 in Cambridge; † 9. Dezember 2009 in Wolvesey) war ein britischer anglikanischer Geistlicher und Bischof der Church of England. Er war Prälat des Hosenbandordens.

## Leben und Karriere
James wurde in Cambridge geboren, wo sein Vater Pfarrer der St. Giles Church war. Er besuchte die Aldenham School in der Grafschaft Hertfordshire und die King’s College Choir School, sang dort allerdings nicht im Chor.
James lebte später zunächst in Aldenham. Am Ende des Zweiten Weltkrieges war er als Soldat kurzzeitig in der Royal Navy in Hongkong stationiert. Nach Ende des Krieges kehrte er nach Cambridge zurück. Er studierte Geschichte am King’s College der University of Cambridge und schloss dort mit einem Diplom ab. Am Ripon College in Cuddesdon bereitete er sich auf das Priesteramt vor. 1952 wurde er Vikar (Curate) in Stepney. Von 1955 bis 1956 war er zunächst als Hilfskaplan an der Stowe School, einer renommierten Privatschule in Buckingham, tätig, anschließend von 1956 bis 1959 dort als Kaplan.
1959 trat er in das Religious Broadcasting Department der BBC ein. Von 1960 bis 1967 produzierte er dort Rundfunksendungen zu religiösen Themen für den Süden und den Westen Großbritanniens.
Von 1967 bis 1973 war James als Pfarrer (Vicar) in der Diözese Winchester zuständig für die Gemeinden St Peter und St Swithum in Bournemouth, außerdem zusätzlich als verantwortlicher Pfarrer (Curate-in-charge) von 1970 bis 1973 auch für die Gemeinde St Stephens. Von 1972 bis 1977 war er als Diözesandirektor in der Diözese Winchester für die Priesterausbildung zuständig.
1973 wurde James Suffraganbischof von Basingstoke. Dieses Amt war neu geschaffen worden und beinhaltete die Verantwortlichkeit für den nördlichen Teil der Diözese Winchester. Gleichzeitig wurde James damit von 1973 bis 1977 auch Residenzkanoniker (Residentiary Canon) an der Kathedrale von Winchester, da die Kirchenleitung der Church of England festgelegt hatte, dass das Amt des Suffraganbischofs von Basingstoke mit einer Funktion an der Kathedrale von Winchester verbunden werden sollte.
1977 wurde er Bischof von Wakefield. Von 1985 bis 1995 war er anschließend, als Nachfolger von John Vernon Taylor, Bischof von Winchester. Sein Nachfolger im Amt wurde Michael Scott-Joynt.
James war seit 1962 mit Sally Henshaw verheiratet. Sie starb 2001. Sie hatten einen Sohn und zwei Töchter.
James starb am 10. Dezember 2009 nach kurzer Krankheit im Alter von 83 Jahren.

## Mitgliedschaft im House of Lords
James gehörte von 1982 bis 1995 als Geistlicher Lord dem House of Lords an. Seine Antrittsrede erfolgte am 11. April 1983.

## Wirken in der Öffentlichkeit
James war zweimal als Erzbischof von Canterbury im Gespräch. Zum ersten Mal, als Arthur Michael Ramsey 1974 in den Ruhestand ging und erneut 1990, als ein Nachfolger für Robert Runcie gesucht wurde.
James gehörte in der Church of England der Richtung des Anglo-Katholizismus an, die den Anglikanismus katholisch, d. h. sakramental und in bruchloser Tradition mit der Alten Kirche interpretiert.
James galt als grundsätzlicher Gegner der Frauenordination. Die Weihe von Frauen überließ er deshalb in der Regel seinen Weihbischöfen. Allerdings gestand er Priesterinnen in der Church of England stets dieselben Rechte wie ihren männlichen Kollegen zu und betrachtete Priester und Priesterinnen als gleichwertig. James war allerdings nicht generell konservativ eingestellt. Als Vorsitzender der Liturgie-Kommission der Church of England (Liturgical Commission) verantwortete er die Einführung vieler neuer, freierer Formen des Gottesdienstes.
Er wurde später Vorsitzender des Church Information Committee, verantwortlich für die Abteilungen Presse, sowie Radio und Fernsehen am Church House in Westminster. Er war auch Vorsitzender des Central Religious Advisory Council für die BBC und die Independent Broadcasting Authority, in einer Zeit, als die Abschaffung festgelegter Sendezeiten für religiöse Rundfunk- und Fernsehsendungen geplant war.